# Acrolophus orizaba
Acrolophus orizaba är en fjärilsart som beskrevs av Dyar 1901. Acrolophus orizaba ingår i släktet Acrolophus och familjen Acrolophidae. Inga underarter finns listade i Catalogue of Life.